# Montage (Drucktechnik)
Der Begriff Montage ([mɔnˈtaːʒə]) (anhörenⓘ) bezeichnet in der Drucktechnik die Anordnung von Elementen auf der Druckform. Man unterscheidet zwischen Seitenmontage und Bogenmontage.  
Die Seitenmontage bestimmt das Erscheinungsbild der Druckseiten. Sie setzt sich aus dem Umbruch der Textzeilen (Mettage) sowie der Integration von Abbildungen und grafischen Elementen zusammen. Der Bleisatz erforderte ein mechanisches Zusammensetzen der unterschiedlichen Seitenelemente wie Lettern, Blindmaterial und Klischees. Beim Fotosatz war es nötig, fotografisch reproduzierte zweidimensionale Elemente auf einer Montagefolie anzuordnen. Das heute übliche Desktop-Publishing ermöglicht ein Layout auf dem Monitor. 
Die Bogenmontage bestimmt die Anordnung der Druckseiten oder -exemplare auf einem Bedruckstoff. Dazu gehört etwa die Sammelform für unterschiedliche Druckvorlagen und das Ausschießen von mehrseitigen Vorlagen. Dabei wird ein maximaler Nutzen angestrebt, das heißt eine optimale Nutzung des Bedruckstoffs mit möglichst wenig Abfall durch geschickte Anordnung. 